# Guerra Civil Samânida de 888
A Guerra Civil Samânida de 888 foi um conflito entre os irmãos samânidas, Nácer I, governante de Samarcanda e emir de todos os territórios Samânidas, e Ismail I, que era governante de Bucara e Corásmia. A guerra ocorreu três anos após a Guerra Civil Samânida de 885, que terminou em status quo ante bellum. Desta vez, porém, a guerra terminou com uma vitória decisiva para Ismail I. No rescaldo da guerra, o irmão vitorioso demonstrou muito respeito pelo irmão mais velho e derrotado e, segundo uma lenda, Ismail até beijou a mão de Nácer como sinal de desculpas. Aparentemente, Nácer perdeu muito de seu poder, mas não foi removido do trono samânida; em vez disso, Ismail tornou-se governante de facto do império e após a morte de seu irmão, tornou-se emir.